# Фанољ Пердедај
Фанољ Пердедај (алб. Fanol Përdedaj; Ђаковица, 16. јул 1991) албанскије фудбалер са Косова и Метохије. Игра на позицији дефанзивног везног играча, а тренутно наступа за 08 Хомбург.